# Lepidemathis sericea
Lepidemathis sericea là một loài nhện trong họ Salticidae.
Loài này thuộc chi Lepidemathis. Lepidemathis sericea được Eugène Simon miêu tả năm 1899.